# Strobilanthes pushpangadanii
Strobilanthes pushpangadanii är en akantusväxtart som beskrevs av E.S.S.Kumar, Jabbar och A.E.S.Khan. Strobilanthes pushpangadanii ingår i släktet Strobilanthes och familjen akantusväxter. Inga underarter finns listade i Catalogue of Life.